# ¡YA!
¡YA! – trzeci album wydany przez zespół Marquess. Wyszedł na rynek w 2008 roku.

## Lista utworów
1. La Vida Es Limonada (radio mix)
2. Lucia
3. Mi canción
4. Con Las Estrellas
5. La Histeria (radio edit)
6. Piensar En Positivo
7. Ritmo Solar
8. Ni Uno Sola Vez
9. La Banda
10. All Gone
11. Ciao Ragazzi
12. El Tren
13. La Radio Vieja

## Single
1. La Histeria
2. La Vida Es Limonada
3. Lucia